# HD 46365
HD 46365，又名CD-40 2512，SAO 217986、HR 2390，是一颗恒星，视星等为6.2，位于銀經249.2，銀緯-21.01，其B1900.0坐标为赤經6h 27m 47.3s，赤緯-40° -21.01′ 43″。